# Cantone di Mérignac-2
Il Cantone di Mérignac-2 è una divisione amministrativa dell'arrondissement di Bordeaux.
A seguito della riforma approvata con decreto del 20 febbraio 2014, che ha avuto attuazione dopo le elezioni dipartimentali del 2015, non ha subìto modifiche.

## Composizione
Comprendeva parte del territorio comunale della città di Mérignac e i 2 comuni di:
- Martignas-sur-Jalle
- Saint-Jean-d'Illac